# Hangassaari (ö i Rovaniemi)
Hangassaari är en ö i Finland. Den ligger i sjön Yli-Nampajärvi och i kommunen Rovaniemi i den ekonomiska regionen  Rovaniemi ekonomiska region  och landskapet Lappland, i den norra delen av landet, 700 km norr om huvudstaden Helsingfors. Öns area är 2,1 hektar och dess största längd är 200 meter i nord-sydlig riktning.